# NECのパーソナルコンピュータ一覧
NECのパーソナルコンピュータ一覧（エヌイーシーのパーソナルコンピュータいちらん）
NEC（NECパーソナルコンピュータ）のパソコンの一覧。基本的にPC98-NXシリーズとそれ以前の物を対象。
- PC-8000シリーズ 8ビットデスクトップ - 最初のPCシリーズ。
- PC-8800シリーズ 8ビットデスクトップ - 事務系、個人向けに多く使用され、後に5インチFDDを搭載し、さらに機能が追加されてホビー系となる。8ビット御三家の筆頭格だった。初代PC-8000互換のモードを持つ。後にNECホームエレクトロニクスに移管。
- PC-6000シリーズ 8ビットデスクトップ - ホビー向けのシリーズ。後にNECホームエレクトロニクスに移管。
- PC-6600シリーズ 8ビットデスクトップ - PC-6000シリーズに3.5インチFDDを追加。
- PC-2000シリーズ 8ビットハンドヘルド - ポケットコンピュータサイズ。
- PC-8200シリーズ 8ビットハンドヘルド - 京セラとの共同開発。PC-8000シリーズとPC-8800シリーズの中間に位置づけ。PC-8000との互換性は無い。
- PC-100シリーズ 16ビットデスクトップ - 京セラ、アスキーとの共同開発。8000/8800シリーズと同じ事業部が開発を担当した。そのため正当な後継機であるとも言われる。
- N5200シリーズ - ビジネスパソコンやオフコン・ワークステーションに分類されることもある。
- PC-9800シリーズ 16/32ビット - 事務系で多く使用され、後にホビー市場をも取り込んだ。当初はN88-BASICが、のちにMS-DOSが中心となる。日本国内でのシェアは一時期90%に迫った。
- PC-H98シリーズ - PC-9800シリーズの上位機。拡張バスにNESAを追加した。
- PC-9821シリーズ 32ビット - PC-9800シリーズの上位機にして後継機。
- 98NOTEシリーズ – PC-9800シリーズのノートパソコン。
- Aileシリーズ - 元々はPC-9821シリーズに属する98NOTE LIGHTという名称から、98NOTE Aileに変更されたあと、PC98-NXシリーズのラインナップの一つ（Aile NX）となった。
- 98MULTi CanBeシリーズ – PC-9821シリーズのうちマルチメディア機能に特化した家庭用パーソナルコンピュータのシリーズ名。
- PC98-NXシリーズ 32ビット - PC-9821シリーズの後継機、PC/AT互換機ベースのため、PC-9800シリーズ（PC-H98を含む）、PC-9821シリーズとのMS-DOS版ソフトウェアの互換性はない。
- mobioシリーズ - PC98-NXシリーズの一つのノートパソコン。

この他、ファクトリーコンピューター（工場など向けパーソナルコンピュータ）としてFC-9801、FC-H98、FC-9821、FC98-NXシリーズや、FC-N11Fなどがある。